# Função de base radial
Uma função de base radial (RBF) é uma função sobre números reais cujos valores dependem apenas da distância a partir da origem, tal que  {\displaystyle \phi (\mathbf {x} )=\phi (\|\mathbf {x} \|);} ou, alternativamente, sobre algum outro ponto c, chamado de centro, tal que {\displaystyle \phi (\mathbf {x} ,\mathbf {c} )=\phi (\|\mathbf {x} -\mathbf {c} \|).} Qualquer função {\displaystyle \phi } que satisfaça a propriedade {\displaystyle \phi (\mathbf {x} )=\phi (\|\mathbf {x} \|)} é uma função radial. A norma é usualmente a distância euclidiana, embora outras funções de distância também sejam possíveis. Por exemplo, ao usar a métrica de Lukaszyk-Karmowski, é possível para algumas funções radiais evitar problemas com números mal condicionados de uma matriz solucionada para determinar os coeficientes wi (veja abaixo), desde que {\displaystyle \|\mathbf {x} \|} seja sempre maior que zero.
Somas de funções de base radial são tipicamente usadas para aproximar funções. Este processo de aproximação também pode ser interpretado como um caso simples de rede neural. RBFs também são usadas como um núcleo em classificação usando máquina de vetores de suporte.

## Tipos de RBF
Tipos de funções de base radial usados comumente incluem (dado que 
{\displaystyle r=\|\mathbf {x} -\mathbf {x} _{i}\|}):
- Gaussiana: O primeiro termo, que é usado para a normalização da gaussiana, está faltando, porque em nossa soma, cada gaussiana tem um peso, então a normalização não é necessária.
{\displaystyle \phi (r)=e^{-(\varepsilon r)^{2}}}
- Multiquadrática:
{\displaystyle \phi (r)={\sqrt {1+(\varepsilon r)^{2}}}}
- Quadrática inversa:
{\displaystyle \phi (r)={\frac {1}{1+(\varepsilon r)^{2}}}}
- Multiquadrática inversa:
{\displaystyle \phi (r)={\frac {1}{\sqrt {1+(\varepsilon r)^{2}}}}}
- Spline poli-harmônica:
{\displaystyle \phi (r)=r^{k},\;k=1,3,5,\dots }
{\displaystyle \phi (r)=r^{k}\ln(r),\;k=2,4,6,\dots }
- Spline "chapa" fina (uma spline poli-harmônica especial):
{\displaystyle \phi (r)=r^{2}\ln(r)}